# دون هاليداي
دون هاليداي (بالإنجليزية: Don Halliday) هو عداء سريع بريطاني، ولد في 16 يونيو 1947 في بيرث في المملكة المتحدة.

## وصلات خارجية
- دون هاليداي على موقع أوليمبيديا (الإنجليزية)
- دون هاليداي على موقع اللجنة الأولمبية البريطانية (الإنجليزية)